# The Pains of Being Pure at Heart
The Pains of Being Pure at Heart war eine US-amerikanische Indie-Rock-Band aus New York, die zwischen 2007 und 2019 aktiv war.

## Geschichte
Die Band wurde 2007 von Alex Naidus, Kip Berman, Kurt Feldman und Peggy Wang gegründet, der Bandname ist dem Titel einer Kurzgeschichte entnommen, die ein Freund von Berman verfasst hat. Ursprünglich als Spaßprojekt für eine Geburtstagsfeier von Wang gedacht, veröffentlichte die Band bereits im selben Jahr eine selbstbetitelte EP auf dem Plattenlabel Painbow. In der darauf folgenden Zeit spielten sie eine Vielzahl von Konzerten, teilweise nur vor drei bis fünf Zuschauern, und steigerten so ihren Bekanntheitsgrad in der lokalen Szene. Zudem erreichte die Band erhöhte Bekanntheit über Web-Logs, wie beispielsweise einem Kunst-Blog der New York Times.
International erregten sie Aufmerksamkeit, als Pitchfork Media über die Band in der Kategorie Best New Music berichtete. 2009 veröffentlichten sie schließlich ihr erstes Studioalbum The Pains of Being Pure at Heart, nun auf dem größeren Label Slumberland Records. Das Album wurde von der internationalen Musikpresse überwiegend positiv bewertet. Es folgten Touren in Amerika und Europa und die Veröffentlichung der EP Higher than the Stars. Das dritte Album Days of Abandon erschien 2014.
Für den 14. Juli 2017 wurde die Veröffentlichung des neuen Albums The Echo of Pleasure angekündigt.
Im Jahr 2019 löste Berman die Band auf.

## Stil
Stilistisch wird die Band häufig zwischen Twee-Pop und Noise-Rock eingeordnet; die Band lehnt eine solche Kategorisierung jedoch ab.

## Diskografie
- The Pains of Being Pure at Heart (EP; Painbow; 2007)
- The Pains of Being Pure at Heart/The Parallelograms (Split-Single mit The Parallelograms; Atomic Beat; 2008)
- Searching for the Now Volume 4 (Split-Single mit Summer Cats; Slumberland; 2008)
- Everything With You (Single; Slumberland; 2008)
- The Pains of Being Pure at Heart (LP; Slumberland Records; 2009)
- Young Adult Friction (Single; Slumberland; 2009)
- Come Saturday (Single; Slumberland; 2009)
- Higher than the Stars (EP; Slumberland; 2009)
- Say No to Love (Single; Slumberland U.S. + Fortuna Pop UK; 2010)
- Heart in Your Heartbreak (Single; Slumberland; 2010)
- Belong (Single; Slumberland; 2011)
- Belong (LP; Slumberland; 2011)
- Days of Abandon (LP; Yebo Music; 2014)
- The Echo of Pleasure (LP; Painbow; 2017)